# Nicoletta Manni
Nicoletta Manni (née à Galatina  le 28 août 1991) est une danseuse classique italienne. Membre du ballet de La Scala depuis 2009, elle a été promue « prima ballerina » (danseuse étoile) en avril 2014.

## Biographie
Née à Galatina, dans la province de Lecce dans le sud-est de l'Italie, Nicoletta  Manni commence à danser dès sa petite enfance, encouragée par sa mère Anna De Matteis. À 12 ans, elle commence une formation à l'école de ballet du théâtre de La Scala et obtient son diplôme en 2009. À 17 ans, elle rejoint le Staatsballett de Berlin, puis retourne à La Scala quatre ans plus tard, en 2013, interprétant le personnage de Myrta dans Giselle et Odette/Odile dans Le Lac des cygnes. Elle a également joué en  soliste dans Jewels de George Balanchine. Depuis 
le 9 avril 2014, elle est  danseuse étoile,.
Le soir du 8 novembre 2023, Nicoletta Manni est la nouvelle  étoile du théâtre de La Scala. La nomination est annoncée par le surintendant Dominique Meier sur la scène du théâtre, à l'issue de la deuxième représentation du ballet Onegin (it) dans lequel la ballerine est confrontée à Roberto Bolle.